# Wagging Tongue
«Wagging Tongue» (с англ. — «Болтливый язык») — песня и 57-й сингл британской синти-поп-группы Depeche Mode, второй сингл с их 15-го студийного альбома Memento Mori. Сингл с подзаголовком «Remixes» был выпущен 7 июля 2023 года, но клип на композицию был опубликован ещё 24 мая. Авторами музыки и слов выступили Дэйв Гаан и Мартин Гор.

## Список композиций
Wagging Tongue (Remixes)
Слова и музыка всех песен — Мартина Гора и Дэйва Гаана.
| №  | Название                                                      | Длительность |
| -- | ------------------------------------------------------------- | ------------ |
| 1. | «Wagging Tongue» (Remix featuring Kid Moxie)                  | 4:06         |
| 2. | «Wagging Tongue» (Wet Leg Remix)                              | 4:38         |
| 3. | «Wagging Tongue» (Edu Imbernon & Clemente 'Imbermind' Vision) | 5:24         |
| 4. | «Wagging Tongue» (Daniel Avery Remix)                         | 4:30         |
| 5. | «Wagging Tongue» (Henning Baer Remix)                         | 4:51         |
| 6. | «Wagging Tongue» (Hawtin Gaiser Remix)                        | 6:35         |
| 7. | «Wagging Tongue» (Gabe Gurnsey Remix)                         | 5:49         |
| 8. | «Wagging Tongue» (Kiimi's Enjoy The Ride Dub Remix)           | 5:44         |

## Клип
Клип на альбомную версию композиции был выпущен 24 мая, незадолго до выхода полноценного сингла. Режиссёром выступил Антон Корбейн. Клип снят в чёрно-белом виде. В конце клипа можно услышать часть песни «Don't Say You Love Me» с того же альбома.